# Oliwa
Oliwa (in tedesco: Oliva) è una frazione di Danzica, situata nella parte nord-occidentale della città. Fu fino al 1926 una città autonoma, storicamente legata alla importante Abbazia (che ebbe giurisdizione ordinaria fino alla bolla De salute animarum di Pio VII nel 1821), la cui chiesa divenne la Cattedrale dell'arcidiocesi di Danzica (fino al 1992 una semplice diocesi) quando questa venne creata nel 1925, per la sua grandezza e importanza ma anche per la mancanza allora di una grande chiesa cattolica nel centro cittadino (fino al 1945 Danzica fu una città a maggioranza protestante e germanofona in cui solo un decimo era cattolico).
Oliwa fu famosa anche per il Trattato di Oliva del 1660 in cui si riconobbe, tra l'altro, l'indipendenza dall'allora Ducato di Prussia dal regno di Polonia